# Bistum Mpika
Das Bistum Mpika (lateinisch Dioecesis Mpikaënsis, englisch Diocese of Mpika) ist eine in Sambia gelegene römisch-katholische Diözese mit Sitz in Mpika.

## Geschichte
Das Bistum Mpika wurde am 23. Mai 1933 durch Papst Pius XI. mit der Apostolischen Konstitution Quae catholico aus Gebietsabtretungen der Apostolischen Vikariate Nyassa und Bangueolo als Mission sui juris Lwangwa errichtet. Am 1. Juli 1937 wurde die Mission sui juris Lwangwa durch Pius XI. mit der Apostolischen Konstitution Enascentium Ecclesiarum zum Apostolischen Vikariat erhoben. Das Apostolische Vikariat Lwangwa wurde am 8. März 1951 in Apostolisches Vikariat Abercorn umbenannt.
Am 25. April 1959 wurde das Apostolische Vikariat Abercorn durch Papst Johannes XXIII. mit der Apostolischen Konstitution Cum christiana fides zum Bistum erhoben und dem Erzbistum Lusaka als Suffraganbistum unterstellt. Am 12. Juni 1967 wurde das Bistum Abercorn dem Erzbistum Kasama als Suffraganbistum unterstellt. Das Bistum Abercorn wurde am 22. November 1967 in Bistum Mbala umbenannt. Am 26. April 1991 wurde das Bistum Mbala in Bistum Mbala-Mpika umbenannt. Das Bistum Mbala-Mpika wurde am 9. September 1994 in Bistum Mpika umbenannt. Am 29. Oktober 2011 gab das Bistum Mpika Teile seines Territoriums zur Gründung des Bistums Kabwe ab.

## Ordinarien

### Apostolische Vikare von Lwangwa
- Heinrich Horst MAfr, 1938–1946
- Joost van den Biesen MAfr, 1948–1951

### Apostolische Vikare von Abercorn
- Joost van den Biesen MAfr, 1951–1958
- Adolf Fürstenberg MAfr, 1958–1959

### Bischof von Abercorn
- Adolf Fürstenberg MAfr, 1959–1967

### Bischöfe von Mbala
- Adolf Fürstenberg MAfr, 1967–1987
- Telesphore George Mpundu, 1987–1991

### Bischof von Mbala-Mpika
- Telesphore George Mpundu, 1991–1994

### Bischöfe von Mpika
- Telesphore George Mpundu, 1994–2004, dann Koadjutorerzbischof von Lusaka
- Ignatius Chama, 2008–2012, dann Erzbischof von Kasama
- Justin Mulenga, 2015–2020
- Edwin Mulandu (seit 2021)